# Oskar Gottlieb Blarr

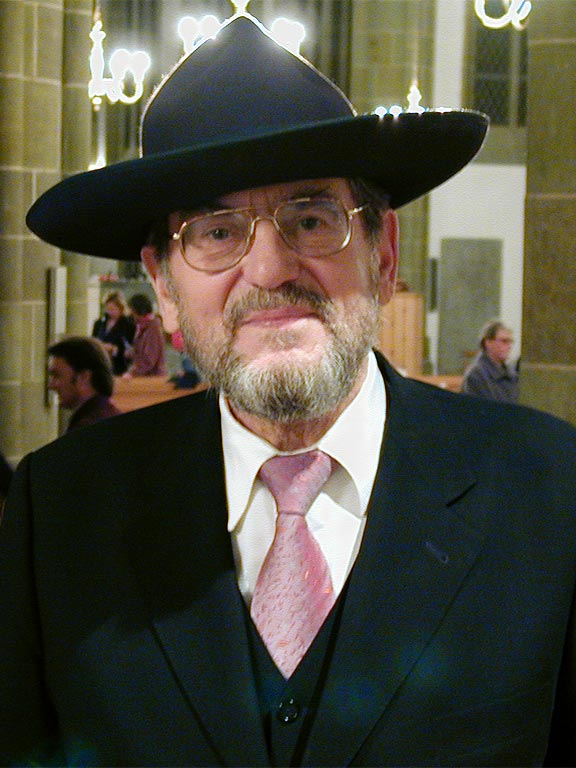
Oskar Gottlieb Blarr (2001)

Oskar Gottlieb Blarr, född 6 maj 1934 i Sandlack vid Bartenstein i dåvarande Ostpreussen (i nuvarande Polen), är en tysk kompositör, organist och kyrkomusiker.
Blarr flydde tillsammans med sin äldre syster och mor undan ryssarna i andra världskriget. Efter kriget stannade Blarr kvar i Tyskland medan hans syster kom till Sverige. 
Mellan åren 1961 till 1999 var han kyrkomusiker vid Neanderkyrkan i Düsseldorf. Han arbetade även som musiklektor vid kateketiska seminariet i Düsseldorf. Han är även hedersprofessor i instrumentering vid Robert-Schumann-Hochschule i Düsseldorf.
Som kompositör har Oskar Gottlieb Blarr skapat oratorier, orkesterverk, kammarmusik och orgelmusik. Han har också komponerat många nya andliga sånger. Många av hans sånger har han publicerat under pseudonymen Choral Brother Ogo. CD-inspelningar av hans orgelverk är skrivna av Wolfgang Abendroth och Martin Schmeding. Han är nu textförfattare och kompositör i gruppen CLOCK.

## Verk (urval)

### Oratorier
- Jesu lidande (1985)
- Jesus födelse. Juloratoriet (1988/91)
- Påsk Oratorio (1996)
- Tango och koraler för Dietrich Bonhoeffer (2006)

### Kyrkomusik
- Tyska psalmen 47 [för sopran, tenor, kör (ad lib.), Trumpet, trombon, slagverk (plåtfat), violin, harpa och bas] (1998)

### Orkesterverk
- Sinfonie „Janusz Korczak en karem concerto“ (1985).
- Sinfonie „Jerusalem“ (1994)

### Orgelverk
- Sonata „Schaallu schlom Jeruschalajim“ (1. Psalmodie; 2. Rundgang; 3. Tropierter Choral)
- Lischuatcha kiwiti Adonai
- Kenne Sie die Geschichte... ?
- Schlaflied für Mirjam
- Dream talk (1. Toccata 1; 2. Canon rythmique; 3. Toccata II per l'elevatione; 4. Canon à 6; 5. Toccata III, Final)
- Missa brevis (1. Kyrie „O milder Gott“; 2. Straßburger Gloria)
- Hommage (1. Initium und Organum triplum; 2. Organum aliquotum; 3. Organum accordum and Finalis)
- Handkuß für St. Margaretha
- Al har habajit - auf dem Tempelberg (für große und kleine Orgel) (1. Zipporim we Schofar; 2. Epitaph für S.B.C.; 3. Near eastern counterpoint; 4. Magrepha)
- „... qui tollis“ - Seufzer für BAZI
- Roncalli-Nashorn Else
- Frühligsstimmen
- Zum ewigen Frieden

## Utmärkelser
- 1985 Kulturpriset från Landsmannschaft Ostpreußen für Musik.
- 2006 kompositionspris från staden Neuss för arbeta Tango och koraler till Dietrich Bonhoeffer.